# 朶顔衛
朶顔衛とは、14世紀から16世紀にかけてモンゴリア東南部で活動した遊牧部族で、泰寧衛・福余衛とともにウリヤンハイ三衛を構成した。モンゴル帝国成立以前より存在するウリャンカイ部の後裔であり、モンゴル側ではウリヤンハイ(兀良哈)と呼ばれ、朶顔衛頭目はウリャンカイ部出身のジェルメを始祖としていた。
三衛の中では最も南に位置していたため、明朝との交流も多く、元来三衛の中心であった泰寧衛に代わって三衛の代表的存在となった。三衛の中では唯一解体を免れ、カラチン旗として存続した。

## 名称
『華夷訳語』には朶顔衛指揮同知脱児豁察児の言葉として、「ウリヤンハイ人はチンギス・カンの時代より額客多延温都児山(Eke Doyan Ündür、大ドヤン山の意)の地にいた」との記述があり、このドヤン山によって「朶顔」の名がつけられたと推測されている。また、大元ウルスの時代には遼陽等処行中書省開元路に朶因温都児兀良哈千戸所が設置されており、これが朶顔衛の前身であると見られる。
また、明朝ではしばしばその種族名ウリヤンハイの音写である「兀良哈」とも記された。同時代には同じ名称を持つウリヤンハイ・トゥメン、タンヌ・ウリャンカイ(唐努烏梁海)、ワルカ／オランカイ(兀良哈)といった勢力が存在するが、歴とした別の勢力である。